# Westhoeks
Het Westhoeks, ook wel Noordwesthoeks genaamd, is een Nederlands dialect dat gesproken wordt in de Westhoek, het noordwestelijke puntje van de Nederlandse provincie Noord-Brabant. Meer specifiek gaat het om de plaatsen Willemstad, Fijnaart, Klundert en Dinteloord.

## Hoofdkenmerken
Het dialect is niet Brabants, maar Hollands van aard. Dit blijkt uit het persoonlijk voornaamwoord jij (in plaats van het Brabantse gij), uit het achtervoegsel -(t)je bij verkleinwoorden en uit de uitgang -t bij de eerste persoon enkelvoud (ik doet, ik bent), die men veel aantreft in zuidelijk Zuid-Holland. Wel wordt het dialect met een Brabants accent uitgesproken, en laat men de h weg, juist zoals in het aangrenzende Brabantse gebied. 
Veel verwantschap heeft het Westhoeks met het Hoeksewaards en vooral ook met het vroegere Dordts.

## Oorsprong
Men heeft zich in het verleden afgevraagd waarom men in de Westhoek een Hollands dialect spreekt. Aanvankelijk zag men het feit dat men er het protestantisme aanhing als hoofdoorzaak: de Westhoekers zouden in cultureel, dus ook taalkundig, opzicht eerder aansluiting bij Holland dan bij het katholieke Brabant hebben gezocht. Dit was echter geen bevredigende verklaring, omdat men in het eveneens protestantse Land van Altena wel Brabants spreekt. Tegenwoordig gaat men ervan uit dat de ontstaansgeschiedenis van het gebied de doorslaggevende factor is geweest: de polders werden in de zestiende eeuw door Hollanders, Zeeuwen en Brabanders, onder Hollandse leiding, drooggelegd en gekoloniseerd, waarna de kolonisten zich aanpasten aan de taal van de leidinggevenden. Voor het Westhoeks geldt dan ook een soortgelijke situatie als voor het Bildts.